# Franz Georg Ernst von Sturmfeder
Franz Georg Ernst von Sturmfeder (Mannheim, 7 aprile 1727 – Monaco di Baviera, 15 dicembre 1793) è stato un nobile e politico tedesco.

## Biografia
Franz Georg Ernst era figlio di Marsilius Franz Sturmfeder von Oppenweiler (1674–1744) e di sua moglie Friederike Ernestine zu Löwenstein-Wertheim, figlia del conte Wilhelm Friedrich zu Löwenstein-Wertheim-Virneburg e discendente diretto degli Elettori del Palatinato della Casa di Wittelsbach.
Franz Georg Ernst intraprese gli studi giudiziari e dal 1758 venne impiegato presso la casata del Palatinato, dapprima a Mosbach, poi divenendo consigliere privato dell'elettore e ciambellano sotto il regno di Carlo Teodoro. Dal 1777, si trasferì col resto della corte a Monaco di Baviera. Nel 1768 ricevette la croce di cavaliere dell'Ordine del Leone del Palatinato e nel 1782 divenne cavaliere del Sovrano Militare Ordine di Malta. Ottenne inoltre la gran croce dell'Ordine di San Giorgio bavarese.
Nel 1764 Sturmfeder decise di vendere la tenuta di Börrstadt, ereditata dal padre, e nel 1782 avviò la costruzione di un castello (ora sede del municipio locale) a Oppenweiler, pur rimanendo comunque a Monaco dove nel 1788 acquistò ulteriori proprietà. Dal 1762 fino alla sua morte, il barone prestò servizio inoltre come consigliere del cantone cavalleresco di Kocher, nel Württemberg settentrionale.
Fu protettore dello scienziato e sacerdote Johann Jakob Hemmer.

## Matrimonio e figli
Il 3 febbraio 1745 von Sturmfeder sposò la baronessa Wilhelmine von Hacke, figlia del colonnello Ludwig Anton Paul von Hacke, maestro delle cacce palatino e direttore delle scuderie. La coppia ebbe i seguenti figli:
- Karl Theodor (1748–1799)
- Franz Friedrich (1758-1828), sacerdote e canonico ad Augusta